# Papa Eugeni III
Eugeni III (Montemagno, prop de Pisa, començament del s. XII - Tívoli, 8 de juliol de 1153) va ser Papa de l'Església Catòlica del 1145 al 1153. El seu nom de bateig era Bernardo Paganelli di Montemagno.
Va ser escollit papa el 15 de febrer i consagrat el 18 de febrer de 1145 quan era abat del monestir cistercenc de Tre Fontane i, per tant, aliè al Col·legi cardenalici.
Després de la seva entronització, i a causa de l'enfrontament, iniciat pel seu antecessor, amb la Comuna de Roma que li exigia la renúncia al poder temporal, es va veure obligat a abandonar Roma per instal·lar-se a Viterbo ciutat en la qual, en 1145, es reuneix amb Arnaldo de Brescia arribant a un precari acord pel qual es manté el Senat però reconeixent la superioritat pontifícia, la qual cosa permet la tornada d'Eugeni a la Ciutat Eterna.
L'acord es trenca tot seguit i el papa es veu obligat, en 1146, a abandonar novament Roma i exiliar-se a França des d'on organitza en març a Vézelay i en desembre a Speyer la Segona Croada ordenant la seva predicació al seu mestre Bernat de Claravall que va aconseguir el suport del rei francès Lluís VII i de l'emperador germànic Conrad III d'Alemanya i que acabaria en fracàs.
El 1148 excomunica per cismàtic Arnaldo de Brescia però no aconsegueix que el Senat romà se'l lliuri, per la qual cosa el papa intenta la solució militar mitjançant una aliança amb el rei Roger II de Sicília; va aconseguir retornar en 1149 per uns dies a Roma, ciutat que va haver d'abandonar novament en no mantenir-se el suport del rei sicilià, la qual cosa porta a buscar suport, a canvi de la coronació imperial, en Conrad III, però la mort d'aquest el 1152 impedeix novament l'objectiu papal. Finalment, en 1153, Eugeni arriba a la Pau de Constança amb el successor de Conrad, Frederic I Barbaroja que li permetrà retornar a Roma on morirà pocs dies després el 8 de juliol d'aquell mateix any.

## Veneració
Va ser sebollit al Vaticà i aviat la seva tomba va adquirir fama pels miracles que se li atribuïen. El seu culte ab immemorabilis fou confirmat i aprovat el 3 d'octubre de 1872 pel papa Pius IX.
Les profecies de Sant Malaquies es refereixen a aquest papa com a exmagnitudine montis (De la grandesa de la muntanya), que fa referència al seu cognom, Montemagno, i al seu lloc de naixement, el castell de Grammonte.